# Jonstorp
Jonstorp è un'area urbana della Svezia situata nel comune di Höganäs, contea di Scania.
La popolazione rilevata nel censimento 2010 era di 1 880 abitanti.